# SN 1980F
SN 1980F – supernowa typu I odkryta 18 maja 1980 roku w galaktyce M-03-34-61. W momencie odkrycia miała maksymalną jasność 17,00m.